# Домбрувка-Дужа (Лодзинське воєводство)
Домбрувка-Дужа (пол. Dąbrówka Duża) — село в Польщі, у гміні Бжезіни Бжезінського повіту Лодзинського воєводства.
Населення — 331 особа (2011).
У 1975-1998 роках село належало до Скерневицького воєводства.

## Демографія
Демографічна структура станом на 31 березня 2011 року:
|          | Загалом | Допрацездатний вік | Працездатний вік | Постпрацездатний вік |
| -------- | ------- | ------------------ | ---------------- | -------------------- |
| Чоловіки | 167     | 36                 | 106              | 25                   |
| Жінки    | 164     | 25                 | 93               | 46                   |
| Разом    | 331     | 61                 | 199              | 71                   |